# Албатросови
Албатросовите (Diomedeidae) са семейство големи морски птици. Широко са разпространени в Южния океан и северната част на Тихия океан.

## Физически характеристики
Албатросите са едни от най-големите летящи птици. При някои видове размахът на крилете им достига до почти четири метра – най-големия от всички съществуващи птици. Особената конструкция на крилете и съвършеното използване на въздушните потоци над океана им позволяват да прекарват по-голямата част от живота си във въздуха. Кацат на брега само в период на размножаване.

## Начин на живот
Албатросите летят на големи разстояния във въздуха. Сателитни изследвания показват, че само за едно хранене могат да прелетят между 3600 и 15 000 км.. Те се хранят основно с калмари, риба и крил, а понякога ядат и мърша.

## Размножаване
Албатросите са колониални птици, гнездящи най-често на отдалечени острови, като няколко двойки правят своите гнезда заедно. Брачните двойки се оформят след дълго ухажване чрез „ритуални танци“ и остават свързани до края на живота си. Сезонът за размножаване може да отнеме около година, като всеки път снасят само по едно яйце. Двамата родители се редуват да се грижат за яйцето и за малкото новоизлюпено, като носят храна от хиляди километри разстояние. Много от малките не издържат в различните условия на живот, дори понякога причина за гибелта им са хората, заради замърсяването с отпадъци, поглъщани от албатросите. В зависимост от вида, малките албатроси се научават да летят след три до десет месеца след излюпването си. Веднъж научили се да летят, те напускат острова за пет до десет години, до достигане на полова зрялост.

## Класификация
В научните среди съществуват спорове относно класификацията на албатросите. Международният съюз за защита на природата (IUCN) различава 21 вида албатроси като 19 от тях са застрашени от изчезване.